# Бромий
Бромий (на латински: Bromius; Bromios; на гръцки: βρεμειν) e в древногръцката митология друго име на Дионис / Бакхус.
В митологията Бромий е син на Зевс и на Семела и древногръцки бог на възраждащата се и умиращата природа, на виното, лозарството и веселието. С името Бромий Дионис се слави във Фригия. Други смятат, че е нимфата Бромия.
В гръцката митология има и друг Бромий, един от синовете на Египт (Aegyptus) и Калиадна (Caliadne). Той се жени за Ерато (Erato), дъщеря на Данай (Danaus) и Поликсо (Polyxo). Той е убит от жена си в брачната нощ.